# 槐树路
槐树路是浙江省宁波市江北区的一条街道,位于姚江北岸，东南起桃渡路，西北至新马路、宁波大剧院，全长2公里。

## 历史
槐树路原名为槐花树下，得名于一棵百年大槐树，已于1956年被台风刮倒。1966年，槐树路曾与桃渡路等合称工农路，1981年恢复原名。
1845年，美北长老会最早派往中国的传教士之一麦嘉缔，在江北岸的槐树路创办崇信义塾，是中国最早的教会学校之一。该校于1867年迁往杭州，改名为育英义塾，即之江大学的前身。1845年7月19日，长老会传教士柯理夫妇将印刷机器从澳门运到宁波，在卢氏宗祠遗址开办花华圣经书房。长老会传教士丁韪良（W.A.P.Martin）于1850年来宁波后，1851年2月在槐树路63号建成宁波第一个礼拜堂（槐树堂）。
槐树路沿江原有不少洋房，建造沿江公园时大多被拆。槐树公园内保留四幢建于20世纪初的洋房，2003年8月,槐树路临江建筑群被公布为宁波市文物保护点：
- 槐树路77号：杨氏民居（2003年8月公布为宁波市文物保护点），外廊式近代建筑。《时事公报》社长卢孟瑜住宅。
- 槐树路87号：徐氏民居（1999年9月公布为宁波市文物保护点），建于1930年，中西合璧的近代建筑，门楼饰西洋式罗马拱券，爱奥尼式石柱。主人徐忠祥为工商业者。目前开设美宴摩登餐厅。
- 槐树路109号：孙氏民居（2003年8月公布为宁波市文物保护点），建于1930年，主人是奉化人孙义海，西洋别墅式建筑，红瓦顶，设有西式壁炉烟囱。
- 槐树路121号：基督教会旧址（2003年8月公布为宁波市文物保护点），即马可楼，现为宁波市基督教协会所在地，中西合璧建筑，麦嘉缔在此翻译宁波话圣经，开办崇信义塾。

在槐树路77号与解放桥之间，曾有已消失的2处重要建筑：槐树路63号长老会礼拜堂，以及崇德女校旧址。  